# Јанковец
Јанковец (мкд. Јанковец) је насеље у Северној Македонији, у јужном делу државе. Јанковец припада општини Ресан.
Поред насеља се налази истоимени Манастир Јанковец.

## Географија
Насеље Јанковец је смештено у југозападном делу Северне Македоније. Од најближег већег града, Битоља, насеље је удаљено 35 km западно, а од општинског средишта 3 km северно.
Јанковец се налази у области Горње Преспе, области око западне и северне обале Преспанског језера. Насеље је смештено на северном ободу пријезерског поља. Западно од насеља се издиже планина Галичица, а источно планина Бигла. Кроз насеље протиче Голема река. Надморска висина насеља је приближно 910 метара.
Клима у насељу је планинска због знатне надморске висине.

## Становништво
Јанковец је према последњем попису из 2002. године имао 1.169 становника. 
Претежно становништво у насељу су етнички Македонци (98%), а остало су махом Цинцари.
Већинска вероисповест је православље.